# A magyar labdarúgó-válogatott 2016. május 20-i mérkőzése
A magyar labdarúgó-válogatott barátságos mérkőzése Elefántcsontpart ellen, 2016. május 20-án.

## A mérkőzés
| 2016. május 20. 18.00 (CET) |

| Magyarország | 0–0               | Elefántcsontpart |
| ------------ | ----------------- | ---------------- |
|              | (0–0) Jegyzőkönyv |                  |

| Groupama Aréna, Budapest Nézőszám: 19 900 Játékvezető: Vlado Glodjovics (szerb) |

### Az összeállítások
Használt rövidítések (magyar rövidítés – angol rövidítés – poszt):

| - KA – GK – kapus - V – DF – hátvéd - S – SW – söprögető - JV – RB – jobb oldali védő - KV – CB – középső védő - BV – LB – bal oldali védő - JSZV – RWB – jobb szélső védő - BSZV – LWB – bal szélső védő | - KP – MF – középpályás - VKP – DM – védekező középpályás - BKP – LM – bal oldali középpályás - KKP – CM – középső középpályás - JKP – RM – jobb oldali középpályás | - JSZ – RW – jobb szélső - BSZ – LW – bal szélső - TKP – AM – támadó középpályás | - CS – ST, FW – csatár - JCS – RF – jobb oldali csatár - KCS – CF – középső csatár - BCS – LF – bal oldali csatár |

| MAGYARORSZÁG: |   |                     |  |     |
|               |   |                     |  |     |
| KA            | ' | Király Gábor        |  | 46' |
| JV            | ' | Fiola Attila        |  |     |
| KV            | ' | Juhász Roland       |  |     |
| KV            | ' | Lang Ádám           |  |     |
| BV            | ' | Kádár Tamás         |  |     |
| JKP           | ' | Kleinheisler László |  | 46' |
| KKP           | ' | Pintér Ádám         |  |     |
| TKP           | ' | Nagy Ádám           |  | 70' |
| BKP           | ' | Dzsudzsák Balázs    |  | 89' |
| JCS           | ' | Gyurcsó Ádám        |  | 64' |
| KCS           | ' | Szalai Ádám         |  | 79' |
| Cserék:       |   |                     |  |     |
| KA            | ' | Dibusz Dénes        |  |     |
| KA            | ' | Gulácsi Péter       |  | 46' |
| V             | ' | Bese Barnabás       |  |     |
| V             | ' | Kocsis Gergő        |  |     |
| V             | ' | Guzmics Richárd     |  |     |
| V             | ' | Korhut Mihály       |  |     |
| KP            | ' | Gera Zoltán         |  | 46' |
| KP            | ' | Vida Máté           |  | 89' |
| CS            | ' | Sallai Roland       |  | 79' |
| CS            | ' | Nikolics Nemanja    |  | 64' |
| CS            | ' | Böde Dániel         |  | 70' |
| CS            | ' | Lencse László       |  |     |
| Vezetőedző:   |   |                     |  |     |
| Bernd Storck  |   |                     |  |     |

## Örökmérleg a mérkőzés után
| Magyarország |           | Elefántcsontpart |
| ------------ | --------- | ---------------- |
| 0            | Győzelem  | 0                |
| 1            | Döntetlen | 1                |
| 0            | Gólok     | 0                |
| 1/2          | Pontok    | 1/2              |
| 50,00%       | %         | 50,00%           |